# Margrit Roesch-Tanner

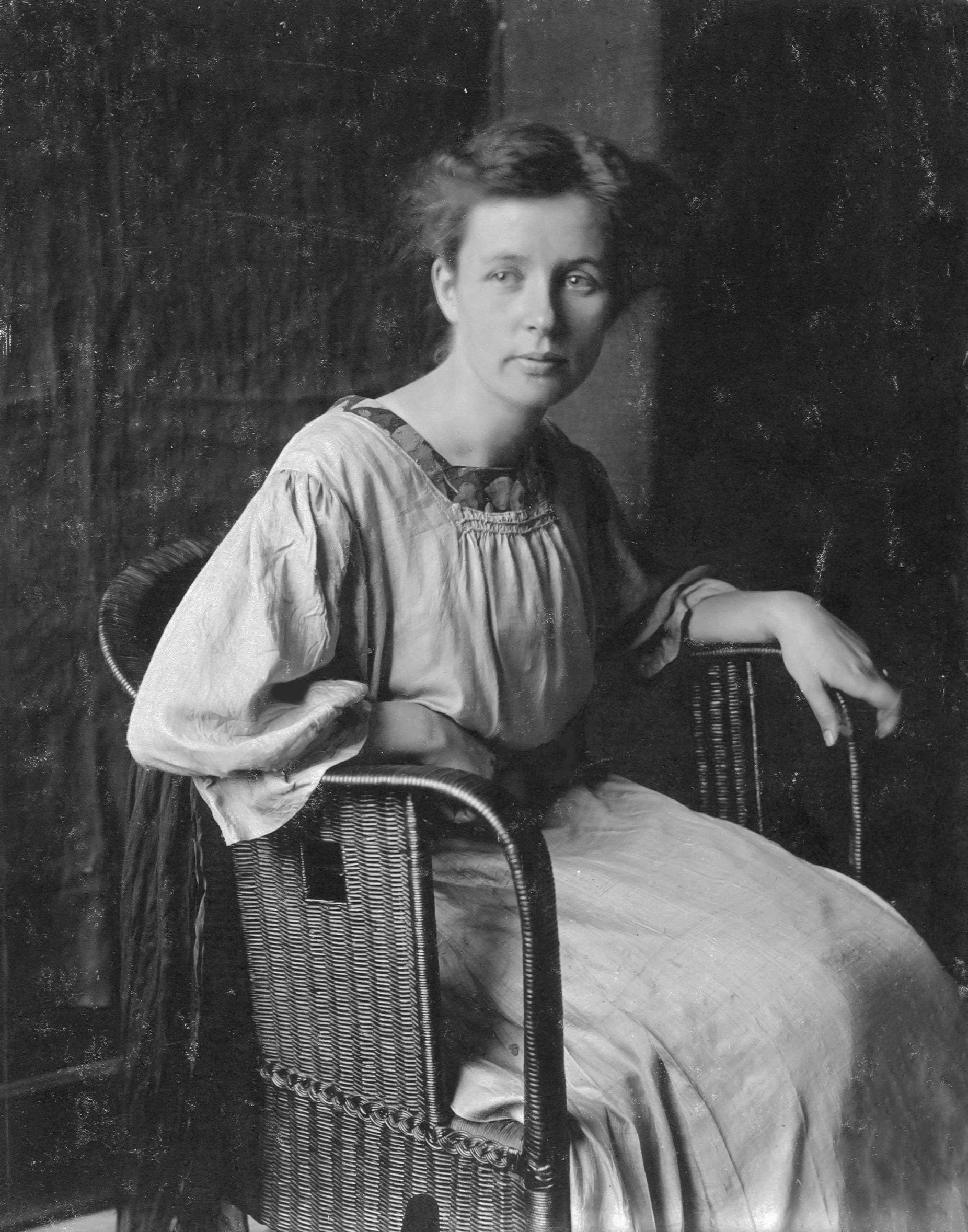
Margrit Roesch

Margrit Roesch-Tanner (* 15. April 1880 in St. Gallen; † 2. Dezember 1969 in Diessenhofen) war eine Schweizer Kunsthandwerkerin, Malerin und Zeichnerin.

## Leben und Werk
Margrit Tanner war die einzige Tochter des Stickereifabrikanten August (1845–1907) und der Anna, geborene Freuler († 1915). Von 1896 bis 1899 studierte sie an der École des Beaux-Arts in Genf und erhielt 1898 und 1899 für ihre Arbeiten eine Medaille. Ab 1900 nahm sie Zeichenunterricht bei Hermann Gattiker. Zudem entwarf und realisierte sie für das väterliche Unternehmen Stoffmuster.
Von 1909 bis 1910 besuchte sie zusammen mit ihrer Freundin Hanni Bachofner (1876–1963) die Kunstschule von Wilhelm von Debschitz. In München lernte sie Carl Roesch kennen und heiratete diesen am 27. November 1911. Zusammen mit ihrer Freundin Hanni Bachofner gründete sie in St. Gallen eine kunstgewerbliche Lehrwerkstatt für Kinder und Erwachsene. Zudem schuf sie Metallarbeiten, Schmuckstücke, Keramiken und Stickereien. 
1913 trat Margrit Roesch-Tanner dem eben gegründeten Schweizerischen Werkbund bei. Im Lauf der Jahre eignete sie sich weitere Techniken im Weben, Batikdruck und Linolschnitt an. Auf ihrem Webstuhl schuf sie von Vorlagen, die ihr Mann anfertigte, auf Farbflecken reduzierte Figuren-Kompositionen und Batikdrucke. Zudem beteiligten sie sich an Werkbauausstellungen. 1915 gewann sie mit Entwürfen zu Linoleum-Mustern den 1. Preis des Wettbewerbs der Schweizerischen Linoleum-Fabrik in Giubiasco.
Statt sich auf die weitere Entwicklung des eigenen Oeuvres zu konzentrieren, wurde für sie die künstlerische Zusammenarbeit mit ihrem Mann zur Lebensaufgabe. Zusammen unternahmen sie zahlreiche Reisen nach Italien, Frankreich, Holland, England und Deutschland. Oft waren sie im Tessin und wohnten häufig bei der Bildhauerfamilie Emma und Max Uehlinger (1894–1981) in Minusio und pflegten intensiven Austausch mit der Tessiner Kunst- und Kulturwelt. Dazu gehörte Lisbeth Bissier, mit der sich Margrit Roesch besonders verbunden fühlte. Das Ehepaar Roesch war auch regelmässig auf Schloss Heerbrugg bei Jacob Schmidheiny und seiner Frau Fanny Schmidheiny-Adler auf Besuch.
Erst nach dem Tod von Margrit Roesch-Tanner wurde eine Auswahl ihrer Ölbilder, Aquarelle und Zeichnungen in einer Ausstellung des Frauenfelder Kunstvereins gezeigt. Dazu erschien eine illustrierte Broschüre mit Texten von Jürg Ganz, Albert Knoepfli und Urs Roesch. 
2001 wurde die Carl und Margrit Roesch-Stiftung gegründet, die sich in Verbindung mit dem Kunstmuseum Thurgau der Bewahrung und Aufarbeitung des künstlerischen Nachlasses widmet. Das weitgehend original belassene Atelierhaus von Carl und Margrit Roesch-Tanner befindet sich an der Steinerstrasse 7b in Diessenhofen.